# Aszur-nirari IV

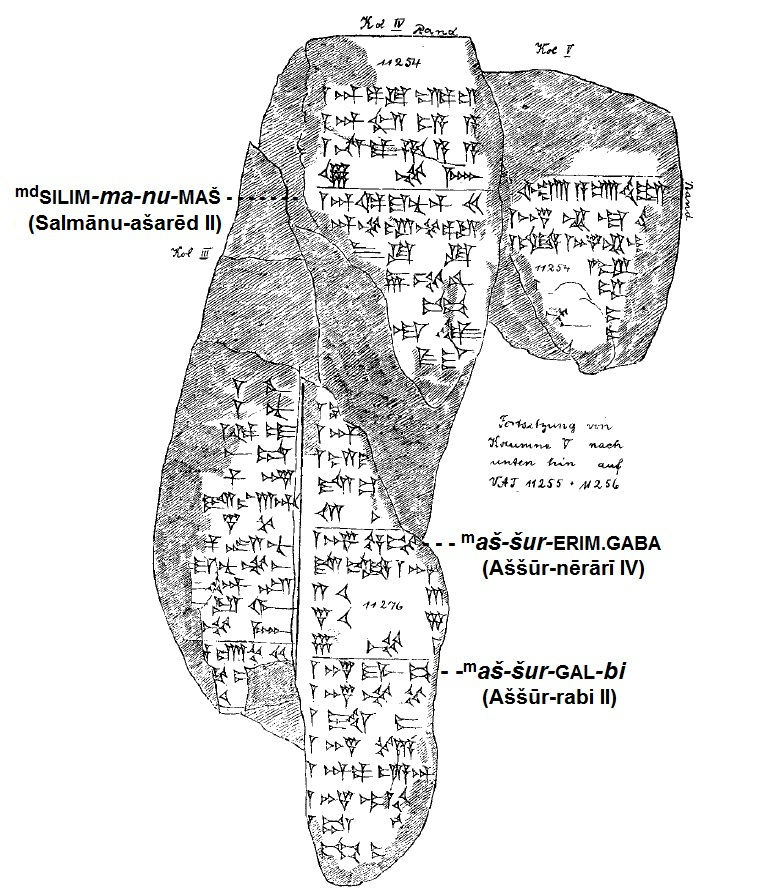
Fragment listy królów (KAV 21) z imieniem Salmanasara II i jego dwóch następców Aszur-nirari IV i Aszur-rabi II.

Aszur-nirari IV (akad. Aššur-nērārī, tłum. „bóg Aszur jest moją pomocą”) – król Asyrii, syn i następca Salmanasara II; według Asyryjskiej listy królów panować miał przez 6 lat. Jego rządy datowane są na lata 1018–1013 p.n.e.